# Liste namibischer Zeitungen und Zeitschriften
Dies ist eine Liste von Zeitungen und Zeitschriften in Namibia.

## Zeitungen

### Tageszeitungen
Alle namibischen Tageszeitungen erscheinen von Montag bis Freitag.
| Name               | Herausgeber/Verlag      | Sprache             | Auflage (pro Tag)1 | Art                             | Logo |
| ------------------ | ----------------------- | ------------------- | ------------------ | ------------------------------- | ---- |
| Allgemeine Zeitung | Namibia Media Holdings  | Deutsch             | 4000–5000          | überregional                    |      |
| Die Republikein    | Namibia Media Holdings  | Afrikaans           | 20.000             | überregional                    |      |
| Namibian Sun       | Namibia Media Holdings  | Englisch            | 20.000             | überregionale Boulevardzeitung  |      |
| New Era            | New Era Publication     | Englisch            | 8.000–17.000       | überregionale Regierungszeitung |      |
| The Namibian       | The Namibian Publishing | Englisch, Oshivambo | 40.000             | überregional                    |      |

1 Von–bis-Angaben beziehen sich auf Montag bis Donnerstag bzw. Freitag (alle Zeitungen haben an diesem Tag eine deutlich gesteigerte Auflage)

### Wochenzeitungen
| Name               | Herausgeber/Verlag              | Sprache                      | Auflage       | Art                                                | Logo |
| ------------------ | ------------------------------- | ---------------------------- | ------------- | -------------------------------------------------- | ---- |
| Confidénte         |                                 | Englisch                     | 8000          | politische Boulevardzeitung                        |      |
| Erongo             | Namibia Media Holdings          | Afrikaans, Deutsch, Englisch |               | Wochenzeitungen für die Region Erongo und Lüderitz |      |
| Kundana            | New Era Publication Corporation | OshiWambo                    |               | Politik                                            |      |
| Namibia Today      | SWAPO                           | Englisch                     |               | Parteizeitung                                      |      |
| Namib Times        | Namib Times Publishing          | Afrikaans, Deutsch, Englisch | 14.000        | Regionalzeitung                                    |      |
| The Patriot        |                                 | Englisch                     |               |                                                    |      |
| Southern Times     | NamZim Newspapers               | Englisch                     |               | Regierungszeitung                                  |      |
| The Caprivi Vision | The Caprivi Vision Newspaper    | Englisch                     |               | Regionalzeitung                                    |      |
| Windhoek Observer  | The Windhoek Observer           | Englisch                     | 12.000–15.000 | Politik                                            |      |

### Andere Erscheinungsweisen
| Name                  | Herausgeber/Verlag                     | Sprache                      | Erscheinung     | Auflage | Art                                       | Logo |
| --------------------- | -------------------------------------- | ---------------------------- | --------------- | ------- | ----------------------------------------- | ---- |
| Buchter News          | Project Trust                          | Englisch                     | monatlich       | 1200    | Regionalzeitung                           |      |
| Etosha Gazette        | Ursula Simon                           | Englisch, Afrikaans          | monatlich       |         | Regionalzeitung                           |      |
| Ewi IyaNooli          | Namibia Media Holdings                 | Oshiwambo                    | monatlich       | 11.000  | Monatliche Regionalzeitung für den Norden |      |
| Exposé Newspaper      | Valentina Events & Entertainment       | Englisch                     |                 |         | Boulevardzeitung                          |      |
| Omutumwa              |                                        | Oshiwambo                    | 2 Mal monatlich |         | Zeitung                                   |      |
| The Big Issue Namibia | International Network of Street Papers | Englisch                     | monatlich       |         | Straßenzeitung                            |      |
| The Business Digest   | Intermedia                             | Englisch                     | monatlich       |         | Wirtschaftszeitung                        |      |
| Windhoek Express      | Namibia Media Holdings                 | Afrikaans, Deutsch, Englisch | monatlich       | 35.000  | Monatszeitung für Windhoek                |      |

### Ehemalige Zeitungen
| Name                  | Herausgeber/Verlag              | Sprache                                                                    | Erscheinung        | Einstellung                            | Auflage | Art                                           | Logo |
| --------------------- | ------------------------------- | -------------------------------------------------------------------------- | ------------------ | -------------------------------------- | ------- | --------------------------------------------- | ---- |
| Business Post         | Intermedia                      | Englisch                                                                   | 2-wöchentlich      |                                        |         | Wirtschaftszeitung                            |      |
| Informanté            | Trustco Group                   | Englisch                                                                   | 65.000             | seit März 2019 nur noch digital        |         | politische Boulevardzeitung                   |      |
| Namibia Economist     | The Namibia Economist           | Englisch                                                                   | (7000)             | seit 1. Dezember 2016 nur noch digital |         | Wirtschaftszeitung                            |      |
| Namib Independent     |                                 | Englisch, Oshivambo                                                        |                    | bis 2020                               |         | Regionalzeitung                               |      |
| New Era Weekend       | New Era Publication Corporation | Englisch                                                                   |                    |                                        |         | einzige Wochenendzeitung des Landes (Samstag) |      |
| PLUS                  | Feddersen Publications          | Deutsch                                                                    | wöchentlich        | 2009                                   |         | Wochenzeitung                                 |      |
| The Northern Bulletin |                                 | Englisch                                                                   | Montag bis Freitag | 2013                                   |         | Regionalzeitung                               |      |
| The Villager          | Omalaeti Productions (Pty) Ltd. | Englisch, Oshivambo, Portugiesisch (seit 1. Oktober 2017 nur noch digital) | freitags           |                                        |         | unabhängige Wochenzeitung                     |      |

#### Historische Zeitungen
- Amtsblatt für das Schutzgebiet Deutsch-Südwestafrika, Windhoek (1910–1915)
- Der Kriegsbote (1916–1919)
- Der Südwestbote, Windhoek (1903–1915)
- Der Weltkrieg (1916–1919)
- Deutsch-Südwestafrikanische Zeitung, Swakopmund (1901–1914)
- Die Suidwes-Afrikaner (1927–1976)
- Die Suidwester (1945–1984)
- Het Nieuwe Weekblad voor Namaqua- en Damaraland (1914–1915)
- Keetmanshooper Nachrichten, Keetmanshoop (1910) -> Keetmanshooper Zeitung, Keetmanshoop (1911–?)
- Lüderitzbuchter Zeitung, Lüderitz (1909–1937)
- Ons Vriend (1925–1926)
- South West Times (1928–1933)
- Südwest, Windhoek (1910–1915)
- Swakopmunder Echo, Swakopmund (1916)
- Swakopmunder Zeitung, Swakopmund (1911–1912 und 1919–1922)#
- SWA Pionier (1976–1977)
- Times of Namibia (1988–1991)
- Windhoeker Anzeiger, Windhoek (1898–1901)
- Windhuker Nachrichten, Windhoek (1903–1904)

## Zeitschriften
| Name                           | Herausgeber/Verlag                     | Sprache                        | Erscheinung      | Auflage | Art                              | Logo |
| ------------------------------ | -------------------------------------- | ------------------------------ | ---------------- | ------- | -------------------------------- | ---- |
| Agriforum                      | Namibia Agricultural Union             | Afrikaans, Englisch            | monatlich        |         | Fachzeitschrift (Landwirtschaft) |      |
| eMagazine Express              |                                        | Englisch                       | monatlich        |         | Lifestylemagazin                 |      |
| Exact                          | Renier van Zyl                         | Englisch                       | monatlich        |         | Luxusmagazin                     |      |
| Explore Namibia                | Cape Media                             | Englisch                       | 3-monatlich      |         | Tourismuszeitschrift             |      |
| Felsgraffiti                   | Deutscher Kulturrat Namibia            | Deutsch                        | halbjährlich     |         | Literatur- und Kulturzeitschrift |      |
| Flamingo                       | Venture Publications                   | Englisch                       | monatlich        |         | Bordmagazin der Air Namibia      |      |
| Gems Magazine                  | Gems Media                             | Englisch                       | monatlich        |         | Lifestylemagazin                 |      |
| Holiday & Travel               | Venture Publications                   | Englisch                       | jährlich         |         | Tourismuszeitschrift             |      |
| Housefinder Namibia            | Roneel de Beer                         | Englisch                       | monatlich        |         | Fachzeitschrift (Immobilien)     |      |
| Huntinamibia                   | Venture Publications                   | Englisch                       | jährlich         |         | Jagdzeitschrift                  |      |
| InDesign                       | Red Sand Trust                         | Englisch                       | quartalsweise    |         | Design-Zeitschrift               |      |
| InSeason                       | Wordweaver Publications                | Englisch                       | monatlich        |         | Lifestyle-Magazin                |      |
| Insight Namibia                | Insight Namibia Magazine               | Englisch                       | monatlich        | 3000    | Wirtschaftsmagazin               |      |
| In Vision Wellness Magazine    |                                        | Englisch                       | monatlich        |         | Wellness-Magazin                 |      |
| Leisure Times                  |                                        | Englisch                       | jährlich         |         | Lifestylemagazin                 |      |
| Mamma Marvellous               | Quantum Publishing                     | Englisch                       | 2-monatlich      |         | Elternzeitschrift                |      |
| Namibia Journal of Environment | diverse                                | Englisch                       | jährlich         |         | Fachzeitschrift (Umweltschutz)   |      |
| Namibia Law Journal            | Namibia Law Journal Trust              | Englisch                       | 6-monatlich      |         | Fachzeitschrift (Recht)          |      |
| Namibia Sport                  | Henry Fernandes, Helge Schultz         | Englisch                       | monatlich        | 2000    | Sportzeitschrift                 |      |
| Osho                           | Osho Group                             | Englisch                       | monatlich        |         | Frauenzeitschrift                |      |
| Prime Focus Magazine           |                                        | Englisch                       | 2-monatlich      |         | Wirtschaftszeitschrift           |      |
| The Skymall                    | Paragon Investment Holdings (Pty) Ltd. | Englisch                       | vierteljährlich  |         | Inflight-Einkaufsmagazin         |      |
| Travel News Namibia            | Venture Publications                   | Englisch                       | 2-monatlich      |         | Tourismuszeitschrift             |      |
| Travel News Namibia            | Venture Publications                   | Deutsch, Italienisch, Englisch | alle 3–12 Monate |         | Tourismuszeitschrift             |      |

### Ehemalige Zeitschriften
| Name                         | Herausgeber/Verlag                               | Sprache                   | Erscheinung | Auflage | Art                                | Logo |
| ---------------------------- | ------------------------------------------------ | ------------------------- | ----------- | ------- | ---------------------------------- | ---- |
| Afrikanischer Heimatkalender | Evangelisch-Lutherische Kirche in Namibia (DELK) | Deutsch                   | jährlich    |         | Jahrbuch                           |      |
| Billboard                    | Billboard News Press                             | Englisch, Portugiesisch   | monatlich   | 20.000  | Anzeigenblatt                      |      |
| Coffee News                  | Coffe News Europe and Africa                     | Englisch                  | wöchentlich |         | Anzeigenblatt                      |      |
| Consumer News                | Consumer News                                    | Englisch                  | monatlich   |         | Verbrauchermagazin                 |      |
| Curvy Namibia                | Jala Media Namibia                               | Englisch/Nationalsprachen | monatlich   | 3000    | Frauenzeitschrift                  |      |
| EduNews                      |                                                  | Afrikaans/Englisch        | monatlich   |         | Eltern                             |      |
| Home & Style                 | Home And Style Publishing (Pty.) Ltd             | Englisch                  | monatlich   |         | Fachzeitschrift (Innenausstattung) |      |
| Just Ads                     | Just Ads                                         | Englisch                  | monatlich   | 20000   | Anzeigenblatt                      |      |

- SPACE Magazine[52] (Oktober 2004 bis Mai 2008); zusammengegangen mit Windhoek Observer